# متیر شجیع
متیر شجیع (عربی: متير شجيع؛ زادهٔ ۶ آوریل ۱۹۹۸) بازیکن فوتبال اهل بلژیک است که در حال حاضر برای باشگاه فوتبال کومو بازی می‌کند. 
از باشگاه‌هایی که در آن بازی کرده است می‌توان به باشگاه فوتبال نووارا اشاره کرد.